# Теория на автоматичното управление
Теорията на автоматичното управление или Теория на автоматичното регулиране е инженерна наука, която се занимава с процесите на управление на обектите в техниката, физиката и природата. Представлява част от техническата кибернетика и има за цел разработката на общи принципи за автоматичното управление, както и методите на анализ (изследване на начина на функционирене) и синтеза (избор на параметрите на системите) на техническите обекти.

## Техническо реализиране на регулирането и управлението на системите

### Структура на обикновен регулатор
Принципът на регулиране е сравняването на зададената и действителната стойности на регулирания параметър. Регулаторът определя посредством големината на отклонението между двете стойности (разликата на регулиране) стойността за настройка на регулатора. Чрез регулаторният елемент се въздейства върху регулирания параметър по такъв начин, че и въпреки въздействието на различни смущения върху регулираната величина след определено време за регулиране се достига стойността на регулиране.
Един от първите регулатори за регулирането на оборотите на двигатели и центробежният регулатор. Той реализира чрез механическа отрицателна обратна връзка регулиране на скоростта на различни двигатели като например парни машиини.   

### Съвремено реализиране на автоматичното управление
Входните и изходните параметри и тяхното преработване в системите за управление или регулиране могат да се реализират чрез аналогова или цифрова технология. В съвремените системи аналоговата техника се заменя все по-широко с цифрова, която подпомага автоматизирането посредством телеуправление, поддръжка от разстояние, и създаване на свързани мрежи в смисъла на Индустрия 4.0 и освен това могат да се произведат много по-икономически изгодно. В някои специални случаи могат да се използват обикновени пневматични или механични регулатори. В зависимост от целта на приложението се използват следните регулатори:
- Индустриални регулатори: Регулатори за машини за малки инсталации и собствен микропроцесор.
- Регулатори на процеси: Разширяеми индустриални регулатори с интерфейс към по-висша управляваща система.
- Универсален регулатор: Регулатор за управление на процеси под формата на разширителни платки или софтоерни регулаторни блокове за програмируеми управления.
- Браншови регулатори, оптимирани за специални предназначения.

### Аналогова техника
Аналоговите сигнали са непрекъснати във времето и стойноста си и затова могат да осигурят едно фино и плавно регулиране на параметрите. Границите, в които се намира разрешаващата способност на сигналите се определят от наличието на паразитния шум във веригите. При използването на мерки за екраниране и филтриране на сигналите разрешаващата способност се подобрява. Действията на управление или регулиране се извършват винаги без закъснение и поради това са подходящи за високодинамични вериги за регулиране. Аналоговите регулаторни вериги са базирани на ааналогова електроника с операционни усилватели и аналогови мултипликатори за основните математически операции. 

### Цифрова техника
Цифровите системи имат дискретни стойности на измервателните величини и параметрите за настройка, които трябва да се актуализират през предварително определено тактово време. При съвременото ниво на технологиите, както разрешаващата способност на системните величини така и наличната изчислителна мощност са толкова високи, че с цифровите системи се надминават параметрите на аналоговите системи при почти всички приложения а при комплексните системи могат да бъдат реализирани много по-изгодно икономически. При тези системи има опасност от скрити софтоерни грешки. Цифровата техника и включването в компютърни мрежи на устройствата за регулиране и автоматично управление увеличават риска от катастрофални програмни грешки както и неуправляеми ситуации. Такива са двете катастрофи с Боинг 737 Макс. Технически проблеми могат да възникнат и при кибератаки: такъв е случаят на атака със Стъкснет-компютърен вирус, създаден в Израел и САЩ и използван при атаката на иранските центрофуги за обогатен уран.